# Панченков, Анатолий Николаевич
Анатолий Николаевич Панченков (1 марта 1935 года, с. Наруксово, Починковского района, Горьковской области - 23 ноября 2016 года) — учёный-естествоиспытатель, профессор математики, доктор технических наук, физик, математик, морской инженер, кандидат физико-математических наук, известный теоретик экранопланов.

## Биография
В 1958 году окончил Горьковский институт инженеров водного транспорта, квалификация — «инженер-кораблестроитель».
В 1958—1960 гг работал в ЦКБ по СПК им. Р. Е. Алексеева.
С 1960 по 1969 гг. — сотрудник Института Гидромеханики АН УССР (г. Киев) (аспирант, м.н.с, с.н.с, заведующий отделом, заместитель директора).
В 27 лет (1962) — кандидат физико-математических наук; в 29 лет (1964) — доктор технических наук. В 35 лет (1970 г) профессор по кафедре «Дифференциальные и интегральные уравнения».
В 1969—1983 гг. Панченков А. Н. работал в Иркутском научном центре Сибирского отделения АН СССР — в должности заведующего лабораторией теории динамических систем вначале в Сибирском энергетическом институте, затем в Иркутском вычислительном центре СО АН СССР. В ИГУ Панченков заведовал кафедрой механики, а затем кафедрой асимптотических методов. Два года был профессором кафедры дифференциальных и интегральных уравнений.
С 1983 по 1989 гг. — заведовал кафедрой гидродинамики Нижегородского государственного технического университета. Затем председатель Волго-Вятского отделения Российской инженерной академии.
В 1971—1984 гг. — главный редактор научных серийных изданий: «Асимптотические методы» (Изд-во «Наука» СО) и «Асимптотические методы в теории систем» (Межвузовский сборник. Изд-во ИГУ).
До своего ухода А.Н. Панченков был профессором кафедры динамики, прочности машин и сопротивления материалов Нижегородского государственного технического университета, профессор кафедры прикладной математики и информатики Государственного университета — Высшей школы экономики (Нижний Новгород). 
Последователь научной школы М. В. Келдыша — М.А. Лаврентьева. Академик Международной инженерной академии и Российской инженерной академии.
Имел 12 изобретений, внедренных в создание экранопланов. Создатель экранопланов серии АДП.
Занимал вторую позицию в рейтинге выдающихся создателей экранопланов (Алексеев, Панченков, Бартини). Экранопланы Панченкова знают во многих странах мира.
Тридцать лет работал в интересах военно-промышленного комплекса СССР.
Автор более 170 опубликованных научных работ, в том числе 20 монографий. 
Под научным руководством А. Н. Панченкова защищены 35 кандидатских диссертаций. 
Среди его учеников 7 профессоров.
Основатель уникальной научной школы — Панченковской школы.

## Награды и премии
Лауреат премии имени А. Н. Крылова, премии Нижнего Новгорода, премии Совета Министров СССР. 
Занесён в Всесоюзную книгу почёта народных университетов.

## Направления научных исследований
- Гидродинамика
- Теория предельной корректности и асимптотический анализ
- Теория и методы оптимального проектирования экранопланов
- Некорректные экстремальные задачи
- Теория потенциала ускорений
- Теория оптимальных гидродинамических форм
- Вариационные принципы естествознания
- Энтропия
- Хаотическая механика
- Энтропийная механика
- Инерция
- Эконофизика
- Аналитическое Естествознание
- Экспертиза экранопланов
- Виртуальное проектирование
- Математическая технология
- Энтропийное исчисление
- Аналитическая теория Государства
- Виртуальное проектирование Будущего
- Сингулярность

### Участие в образовательном процессе
курсы лекций:
- Аэродинамика летательных аппаратов (КИГА, г. Киев)
- Гидромеханика (ГПИ, г. Горький)
- Гидродинамика быстроходных судов (ГПИ, г. Горький)
- Математическая технология (ГПИ, г. Горький)
- Теория потенциала ускорений (ИГУ, г. Иркутск)
- Теория предельной корректности (ИГУ, г. Иркутск)
- Теория мониторинга (НГТУ, г. Н.Новгород)
- Современные проблемы науки (НГТУ, г. Н.Новгород)
- Основы теории управления (НГТУ, г. Н.Новгород)
- Основания эконофизики (ГУ-ВШЭ-НФ, г. Н.Новгород)
- Финансово-экономический мониторинг (ГУ-ВШЭ-НФ, г. Н.Новгород)

## Основные итоги научной деятельности
создание новых теорий, научных направлений, инженерных объектов, программных продуктов, вариационных принципов:
- Гидродинамика подводного крыла
- Теория потенциала ускорений
- Квадрупольная теория крыла
- Теория оптимальной несущей поверхности
- Теория предельной корректности
- Некорректные экстремальные задачи
- Асимптотическое программирование
- Асимптотический метод функциональных параметров
- Хаотическая механика: теория экстремального пограничного слоя
- Хаотическая аэродинамика: основания
- Математическая технология: основания
- Экранопланы серии АДП
- Экспертиза экранопланов
- Теория и методы оптимального проектирования экранопланов
- Пакет прикладных программ «Полет» по оптимальному проектированию экранопланов
- Теория инерции
- Основания эконофизики
- Энтропийная эконофизика
- Аналитическое Естествознание
- Принцип максимума энтропии Панченкова
- Энтропийный Мир
- Энтропия: концепция, методология, теория и инструментальные средства описания Природы и Окружающей нас Действительности
- Энтропийное исчисление
- Энтропийная механика
- Виртуальная сплошная среда
- Виртуальное проектирование Будущего
- Сингулярность: концепция, методология, аксиоматическая база и инструментальные средства
- Государство — Хаос

## Основныемонографии
- Гидродинамика подводного крыла. Киев: Наукова думка. 1965, 550 с.
- Задачи и методы гидродинамики подводных крыльев и винтов. (соавт. Ивченко В. М. и др.) Киев: Наукова думка, 1966. 158 с.
- Теория потенциала ускорений. Иркутск: Изд-во ИГУ. 1970, 312 с.
- Двадцать лекций по теории предельной корректности. Иркутск: Изд-во ИГУ, 1973. 360 с.
- Теория потенциала ускорений. Новосибирск: Наука. СО, 1975. 222 с.
- Основы теории предельной корректности. М.: Наука, 1976. 240 с.
- Асимптотические методы в экстремальных задачах механики. Новосибирск: Наука. СО, 1982, 215 с.
- Теория оптимальной несущей поверхности. Новосибирск: Наука. СО, 1983, 256 с.
- Математическая технология пакета прикладных программ «Полет». Новосибирск: Наука. СО, 1983 (Орлов Ю. Ф., Шлаустас Р. Ю., Антошкина Г. И., Борисюк М. Н.). 232 с.
- Асимптотические методы в задачах оптимального проектирования и управления движением. Новосибирск: Наука. СО, 1990 (Ружников Г. М., Данеев А. В., Сигалов Г. Ф., Нещерет В. И., Заболонова Н. А.). 265 с.
- Энтропия. Нижний Новгород: Интелсервис, 1999. 592 с.
- Энтропия-2: Хаотическая механика. Нижний Новгород: Интелсервис, 2002. 713 с.
- Инерция. Нижний Новгород, Иошкар-Ола: ГУП «МПИК», 2004. 417 с.
- Энтропийная механика. Нижний Новгород, Иошкар-Ола: ГУП «МПИК», 2005. 576 с.
- Экспертиза экранопланов / А. Н. Панченков, П. Т . Драчев, В. И. Любимов. - Нижний Новгород : Поволжье, 2006. - 655 с. ISBN 598449038-2.
- Эконофизика. Н. Новгород: ООО "Типография «Поволжье», 2007. 528 с.
- Аналитическое Естествознание. Саранск: ГУП РМ "Респ. типография «Красный Октябрь», 2008. 640 с.

Трактат «Энтропийный Мир»

1. Первый мемуар: Хаос = чистый Хаос + Структура.
2. Второй мемуар: Этропийная парадигма Естествознания.
3. Третий мемуар: Виртуальный Мир; Постмодернизм и Аналитическое Естествознание.
4. Четвёртый мемуар: Государство — Хаос; Энтропийное Государство — Виртуальное проектирование Будущего.
5. Пятый мемуар: Виртуальное проектирование Будущего; Сингулярность и Экстремальный Пограничный Слой.
6. Шестой мемуар: Сингулярность и Коллапс.